# Ilek (wieś)
Ilek (ros. Иле́к) — miejscowość (сёло) w powiecie ileckim obwodu orenburskiego Federacji Rosyjskiej. Siedziba władz powiatu i jego największa miejscowość. 10 tys. mieszkańców (2002). Leży u ujścia rzeki Ilek do rzeki Ural, 128 km na zachód od Orenburga. Przejście graniczne na granicy rosyjsko-kazachskiej.
Założona w 1737 jako stanica kozacka pułku orenburskiego.